# Centrophantes
Centrophantes Miller & Polenec, 1975 è un genere di ragni appartenente alla famiglia Linyphiidae.

## Distribuzione
Le due specie oggi note di questo genere sono state rinvenute in Europa: la specie dall'areale più vasto è la C. crosbyi, reperita in varie località dell'intera Europa.

## Tassonomia
Dal 2008 non sono stati esaminati esemplari di questo genere.
A dicembre 2012, si compone di due specie:
- Centrophantes crosbyi (Fage & Kratochvíl, 1933)[3] — Europa
- Centrophantes roeweri (Wiehle, 1961) — Europa centrale